# Hyotheriinae
A Hyotheriinae az emlősök (Mammalia) osztályának párosujjú patások (Artiodactyla) rendjébe, ezen belül a disznófélék (Suidae) családjába tartozó egyik fosszilis alcsalád.

## Rendszerezés
Az alcsaládba az alábbi 6 emlősnem tartozik:
- †Aureliachoerus Ginsburg, 1974 - miocén, Európa
- †Chicochoerus Orliac et al., 2006 - miocén, Európa
- †Chleuastochoerus Pearson, 1928 - miocén-pliocén, Ázsia[1]
- †Hyotherium von Meyer, 1834 - típusnem; miocén, Európa és Ázsia
- †Nguruwe Pickford, 1986 - korábban a ma már nem használt Kubanochoerinae alcsaládba sorolták;[2][1] miocén, Afrika
- †Xenohyus Ginsburg, 1980 - miocén, Európa